# Gusino (stacja kolejowa)
Gusino (ros. Гусино) – stacja kolejowa w miejscowości Gusino, w rejonie krasninskim, w obwodzie smoleńskim, w Rosji. Leży na linii Moskwa - Mińsk - Brześć.
Stacja powstała w XIX w. na drodze żelaznej moskiewsko-brzeskiej pomiędzy stacjami Katyń a Krasnoje.